# 紅軍村區 (克拉斯諾達爾邊疆區)

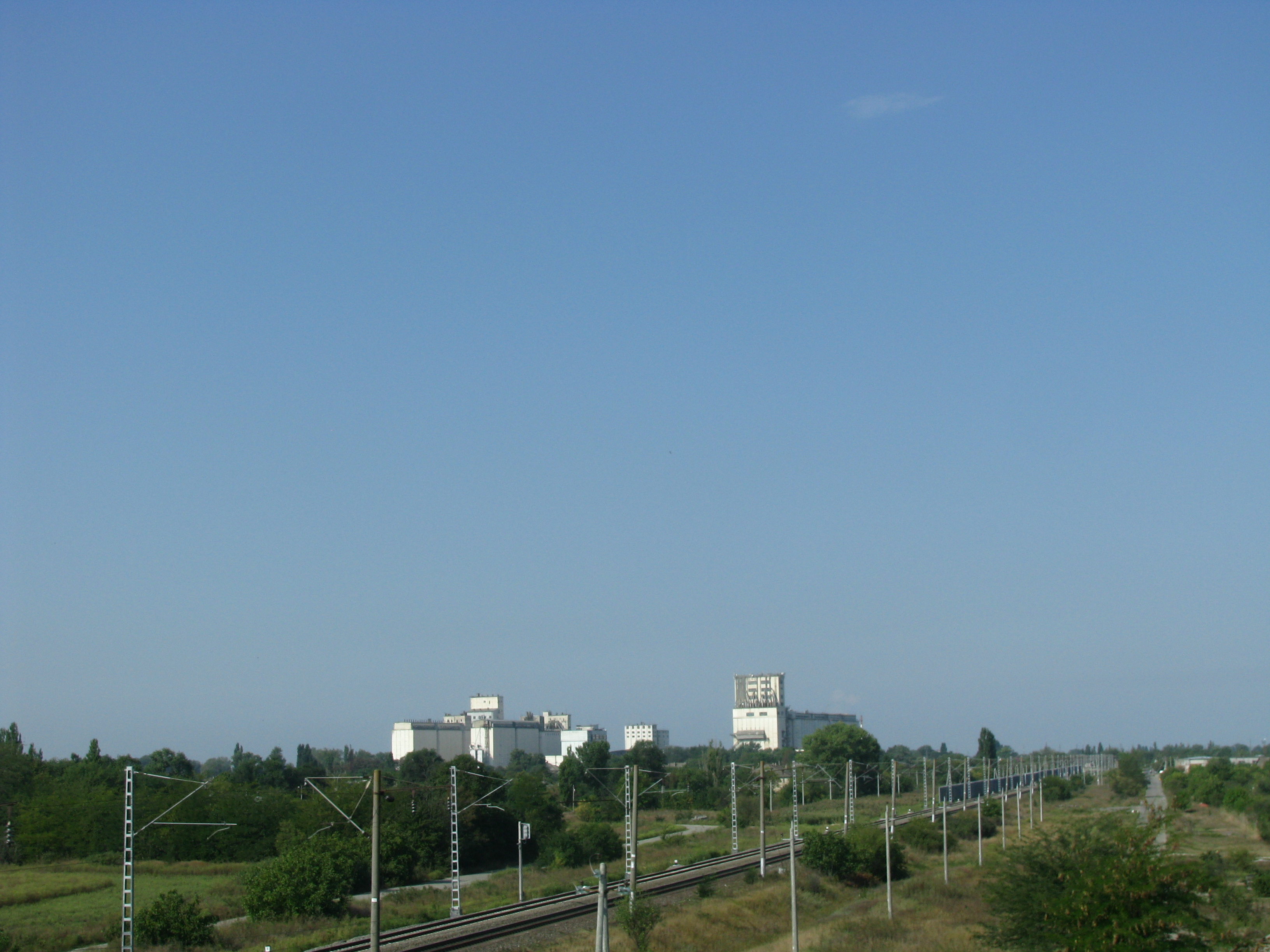

45°20′N 38°13′E / 45.333°N 38.217°E
紅軍村區（俄语：Красноармейский район），是俄羅斯的一個區，位於該國西南部，由克拉斯諾達爾邊疆區負責管轄，面積1,899平方公里，2010年人口102,508，人口密度每平方公里53.98人。